# مركب آزو

صباغ آزوي أصفر

مركبات الآزو أو مجموعة آزو هي مركبات تحتوي على المجموعة الوظيفية R-N=N-R' حيث R و R' من الممكن أن تكون مجموعة ألكيل أو أريل . المجموعة الوظيفية N=N تسمي مجموعة الآزو؛بالرغم من أن المجوعة الأم HNNH تسمي داي إيميد .المجموعات الأكثر ثباتا تحتوي على مجموعتي أويل.الاسم مشتق من azote التي تعني بالفرنسي نيتروجن ومشتقة من الكلمة الاتينية(not) + zoe (to live).